# Mitomorphus hornabrooki
Mitomorphus hornabrooki – gatunek chrząszcza z rodziny kusakowatych.
Gatunek ten opisany został w 2016 roku przez Arnaldo Bordoniego na podstawie parki okazów odłowionych w 1971 roku. Epitet gatunkowy nadano na cześć R.W. Hornabrooka, który odłowił materiał typowy.
Chrząszcz o ciele długości około 8 mm, błyszczący, ubarwiony ciemnorudobrązowo z czarnymi pokrywami. Głowa jest w obrysie jajowata, o oskórku rzadko punktowanym, wyposażona w małe oczy. Dłuższe i węższe od głowy przedplecze ma prawie zanikłe przednie kąty. Na jego powierzchni znajdują się: para grzbietowych serii po 8–9 punktów, para bocznych serii po 4 punkty i nieliczne punkty dodatkowe przy jego przednio-bocznych brzegach. Szersze i znacznie dłuższe od przedplecza pokrywy mają 5–6 serii punktów. Samca cechuje prawie kulisty edeagus z małą sklerotyzacją w woreczku wewnętrznym i niesymetrycznymi paramerami.
Owad endemiczny dla Papui-Nowej Gwinei, znany wyłącznie z prowincji Western Highlands.